# 156 (tal)
156 är det naturliga talet som följer 155 och som följs av 157.

## Inom vetenskapen
- 156 Xanthippe, en asteroid

## Inom matematiken
- 156 är ett jämnt tal.
- 156 är ett ymnigt tal.
- 156 är ett rektangeltal
- 156 är ett dodekagontal
- 156 är ett Harshadtal
- 156 är ett praktiskt tal.
- 156 är ett palindromtal i det Kvinära talsystemet.